# Erik Rudberg
Erik Gustaf Rudberg est un physicien suédois né le 17 novembre 1902 à Stockholm et mort le 2 janvier 1980 dans la même ville.

#### Dictionnaires et encyclopédies
- [Kiessling 2000] (sv) Roland Kiessling, « Erik G. Rudberg », dans Göran Nilzén (dir.), Svenskt biografiskt lexikon (SBL) [« Dictionnaire biographique suédois »], t. 30 : Retzius-Ryd, Stockholm, SBL, 1998-2000, 1 vol., XVI-800, ill., 15,6 × 23,4 cm, rel. (OCLC 470567310, BNF 38971393, SUDOC 001137204, présentation en ligne, lire en ligne), s.v. Rudberg, Erik G., p. 665 (lire en ligne ).

#### Nécrologies
- [Janouch 1980] (en) František Janouch, « Erik Rudberg », Europhys. News, vol. 11, no 4,‎ avr. 1980, p. 12, col. 1-2 (DOI 10.1051/epn/19801104012, lire en ligne  [PDF]).